# Aéroport de Point Hope
L'aéroport de Point Hope est un aéroport public situé à 3 kilomètres au sud-ouest de Point Hope, une ville du borough de North Slope de l'État américain de l'Alaska. Point Hope est situé dans la péninsule de Lisburne, sur la côte de la mer des Tchouktches. L'aéroport couvre une superficie d'environ 9 hectares et contient une piste asphaltée orientée 1/19 qui mesure 1 219 mètres de long et 23 mètres de large.
Selon les dossiers de la Federal Aviation Administration, l'aéroport a enregistré 4 580 embarquements commerciaux de passagers (embarquements) au cours de l'année civile 2005 et 4 900 embarquements (4 359 programmés et 541 non programmés) en 2006.  Selon le Plan national des systèmes aéroportuaires intégrés de la FAA pour 2007-2011, il est classé comme service commercial - non primaire car il compte entre 2 500 et 10 000 embarquements de passagers par an.

## Compagnies aériennes et destinations
| Compagnies  | Destinations                                                                           |
| ----------- | -------------------------------------------------------------------------------------- |
| Bering Air  | Aéroport de Cape Lisburne (en), Aéroport de Ralph Wien Memorial                        |
| Ravn Alaska | Aéroport de Kivalina (en), Aéroport de Ralph Wien Memorial, Aéroport de Point Lay (en) |